# Diorama (Goiás)
Diorama est une municipalité brésilienne de l'État de Goiás et la microrégion d'Aragarças.